# Weingartia canigueralii
Weingartia canigueralii es una especie de planta de la familia Cactaceae endémica de Chuquisaca en Bolivia. Es una especie común que se ha extendido por todo el mundo.

## Descripción
Cactus de crecimiento agrupado con forma globosa de unos 2,5 cm. Las espinas, de color amarronado, nacen sobre tubérculos poco prominentes en número de 8 o más. Las flores son de color magenta con el interior amarillo.

## Sinonimia
| - Sulcorebutia canigueralii - Weingartia canigueralii - Sulcorebutia tarabucoensis - Weingartia tarabucoensis - Aylostera zavaletae - Sulcorebutia zavaletae - Weingartia zavaletae - Sulcorebutia rauschii - Weingartia rauschii - Rebutia caracarensis - Sulcorebutia caracarensis - Weingartia caracarensis - Rebutia inflexiseta - Sulcorebutia inflexiseta - Weingartia inflexiseta - Rebutia pulchra - Sulcorebutia pulchra - Weingartia pulchra - Sulcorebutia crispata - Weingartia crispata - Rebutia canigueralii | - Sulcorebutia frankiana - Weingartia frankiana - Sulcorebutia vasqueziana - Sulcorebutia alba - Weingartia alba - Weingartia aureispina - Sulcorebutia losenickyana - Weingartia losenickyana - Weingartia ritteri - Sulcorebutia ritteri - Weingartia brevispina - Sulcorebutia brevispina - Weingartia perplexiflora - Sulcorebutia perplexiflora - Weingartia albaoides - Sulcorebutia albaoides - Weingartia pasopayana - Sulcorebutia pasopayana - Weingartia rubroaurea - Sulcorebutia rubroaurea - Weingartia tarabucina - Sulcorebutia fischeriana |